# Hermandad del Nazareno (Jerez)
La Pontificia, Real, Antigua, Venerable y Piadosa Hermandad y Archicofradía de Nuestro Padre Jesús Nazareno, Santo Crucifijo, Nuestra Madre y Señora del Traspaso y Apóstol San Juan, San Andrés y San Juan Grande, es la cofradía insigne de la madrugada del  Sábado Santo y la más tradicional de Jerez de la Frontera ya que desde su fundación no ha variado prácticamente en nada.

## Historia
Tiene sus orígenes en la hermandad de San Andrés, fundada por el gremio de los toneleros en 1585 en el hospital de El Pilar. Entre los años 1607 y 1621 se fusionó con la cofradía de Jesús Nazareno.
Es conocida por incluir a mujeres como hermanas de pleno derecho desde el momento de la refundación de la hermandad
Son los pioneros en la madruga de jerez

## Túnica
Túnica morada, con cinturón y cíngulo de cuerda amarilla. escudo de la hermandad sobre el pecho y capuz en la cabeza tanto para cargadores, tanto para los hermanos de fila, sin embargo las mujeres llevan faroles y la cara tapada

## Pasos

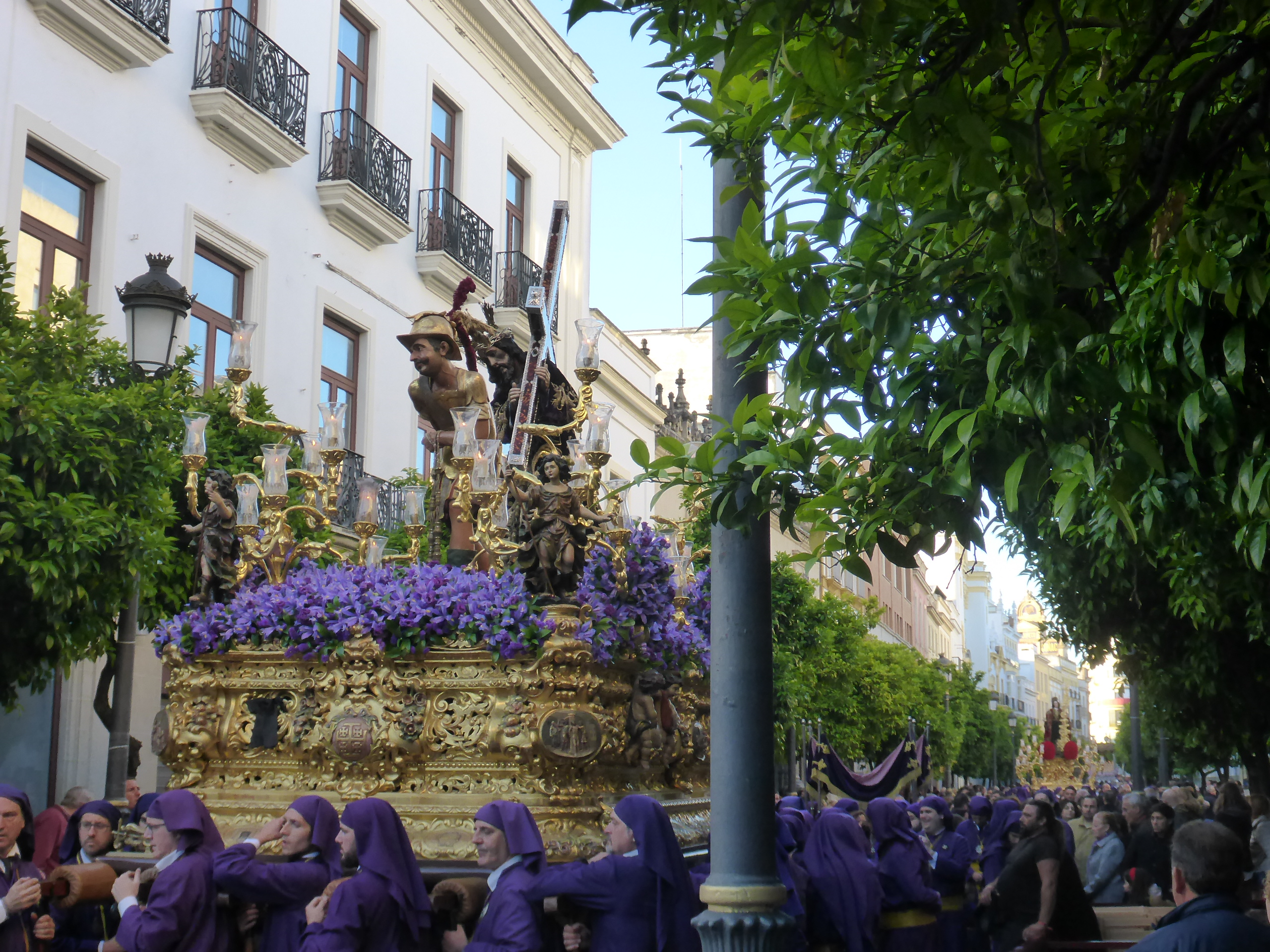
Nazareno

La cofradía procesiona con tres pasos, en el primero de ellos aparece Jesús Nazareno con cruz de carey y plata, siendo tirado por un sayón, popularmente conocido en Jerez como Malquillo. La túnica de la imagen destaca por su calidad artística.

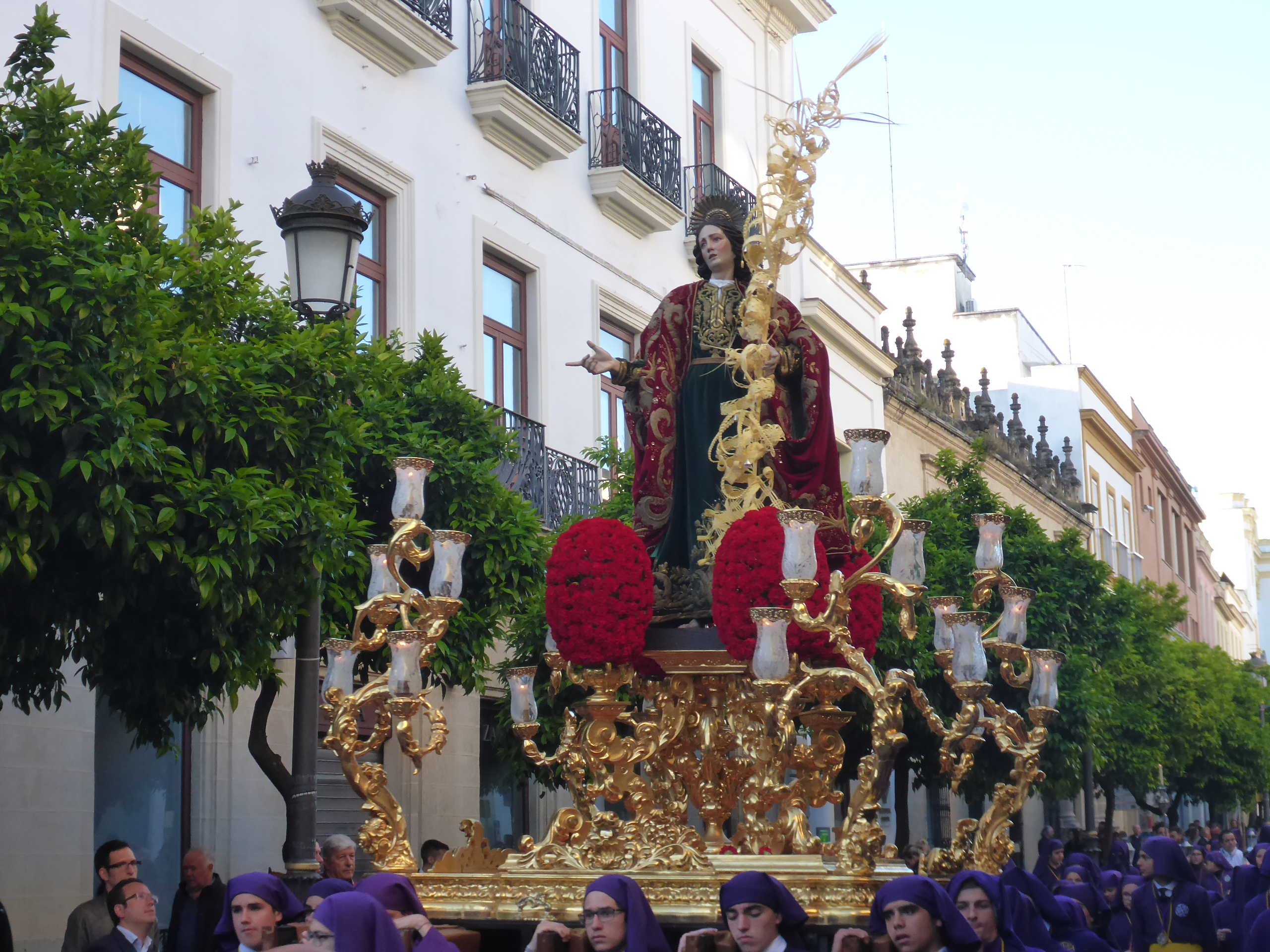
Juanillo

En el segundo de los pasos aparece el apóstol San Juan con una palma en la mano y señalando el paso de Jesús.

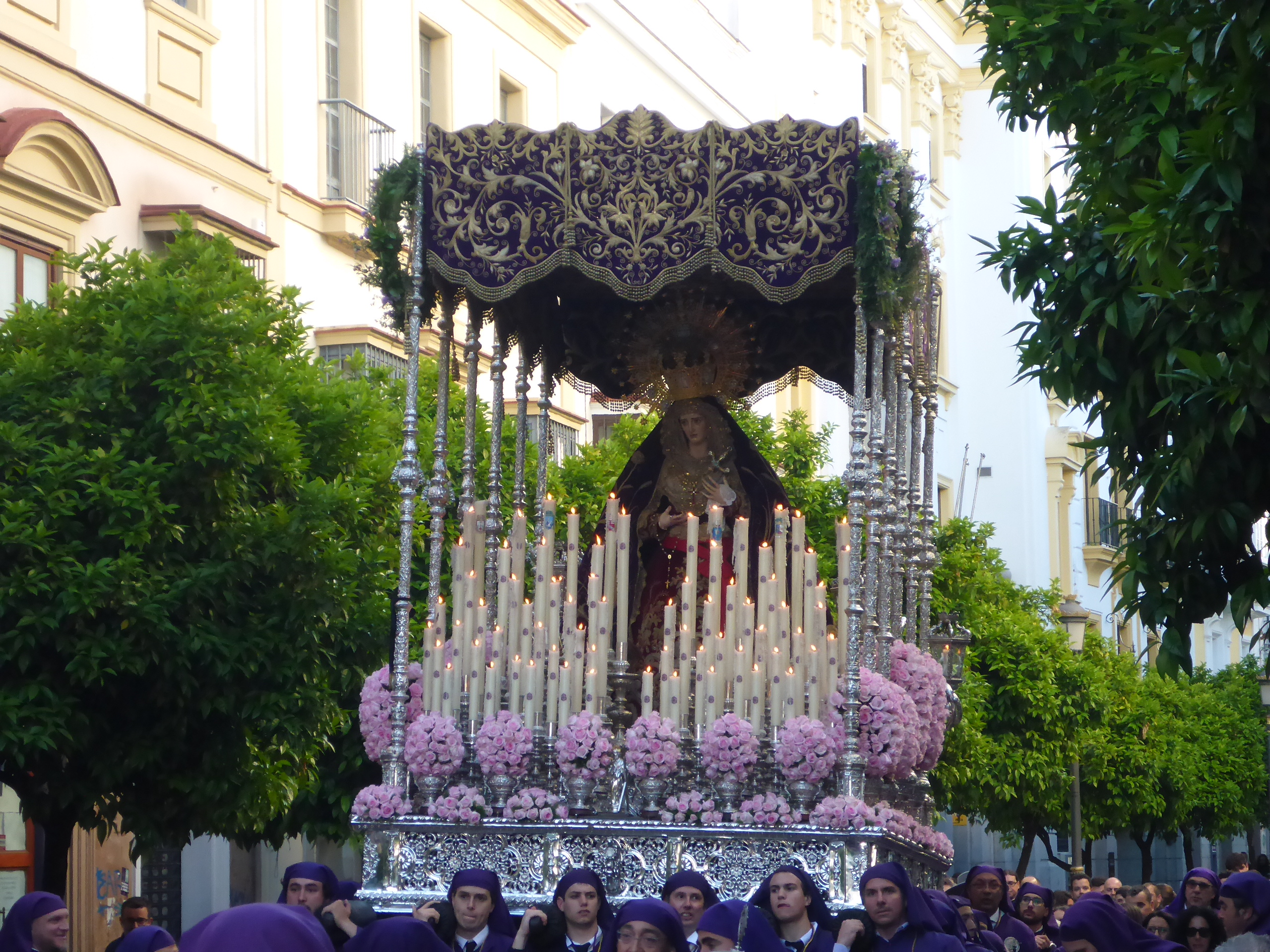
Dolorosa

Y cerrando la comitiva, el palio de María Santísima del Traspaso. Todo el conjunto pretende poner en escena los momentos vividos en la Calle de la Amargura, en la que María y Juan siguen a Jesús en su camino a la crucifixión.
La peculiaridad de sus pasos, al igual que en la hermandad de Amor y Sacrificio y la hermandad de la Expiración es la carga a horquilla, tradicional en Jerez, y en la cual sus varas tienen una predisposición perpendicular, es cargado sobre un hombro y ayudado por el uso de la horquilla a modo de bastón, cuando el paso queda detenido la horquilla es usada para apoyarlo.

## Sede
Tiene cómo sede canónica la Capilla de San Juan de Letrán, aunque fue fundada en el Convento de San Francisco, y ha pasado por Santo Domingo, San Agustín y la Catedral.

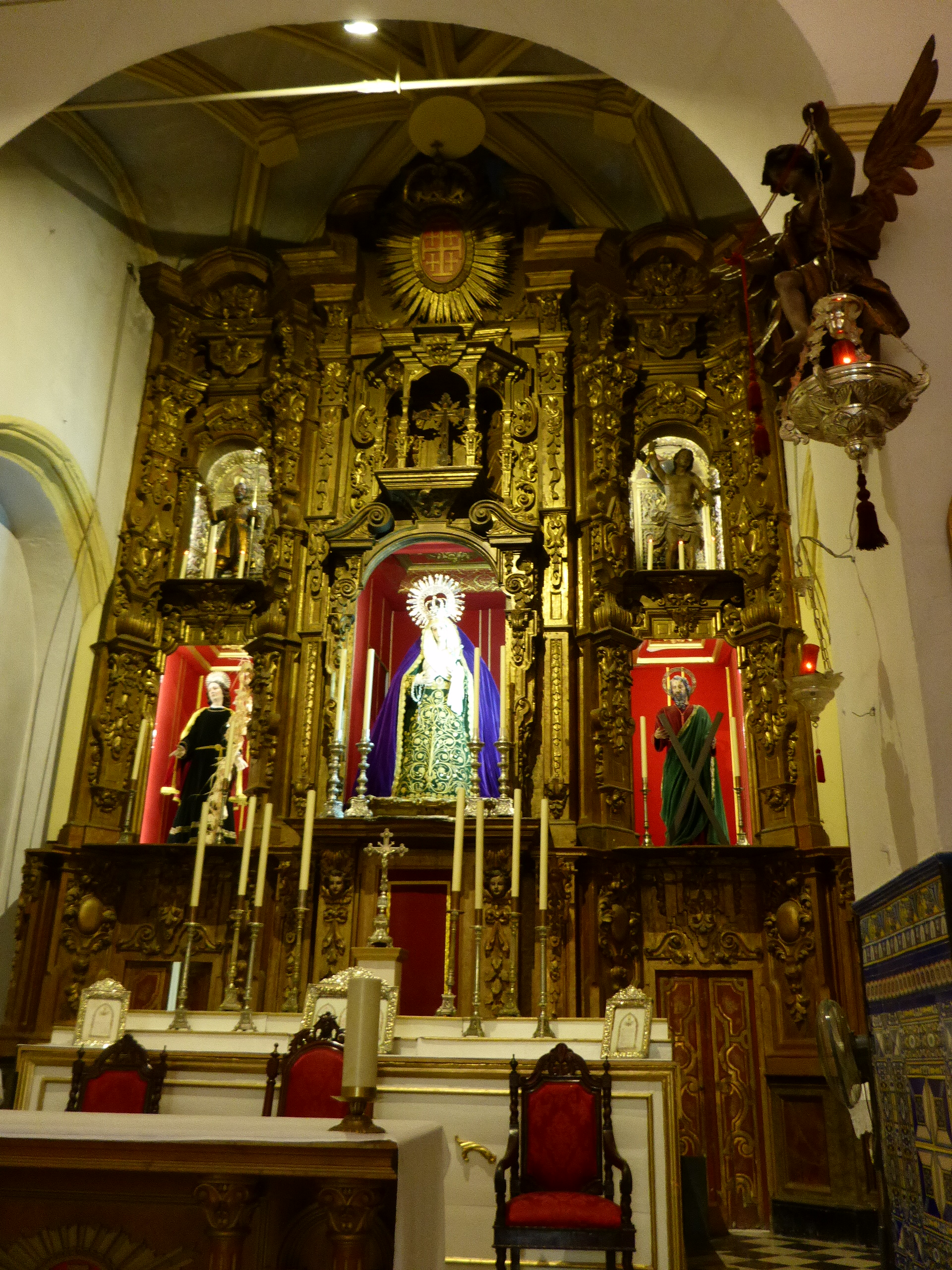
Virgen del traspaso junto Santa Magdalena y San Juan Evangelista en su retablo

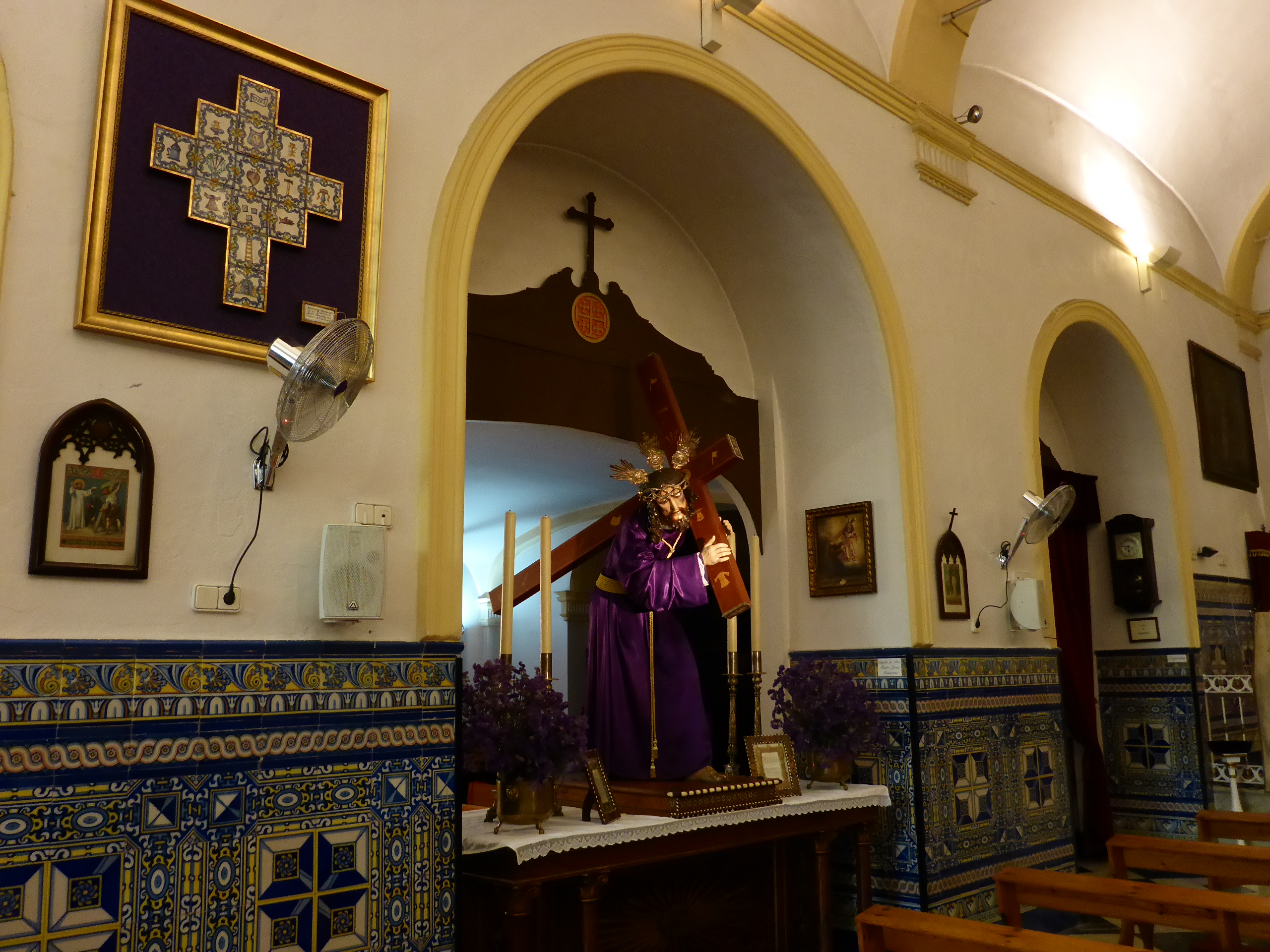
Cristo del Nazareno en su retablo

## Paso por carrera oficial
| Predecesor: Cinco Llagas | Orden de entrada en Carrera Oficial (Madrugá) 3º lugar | Sucesor: Buena Muerte |